# يوساكو هيجا
يوساكو هيجا (باليابانية: 比嘉 雄作) (13 يونيو 1987 في يوراسوي في اليابان – )؛ هو لاعب كرة قدم كان يلعب كلاعب وسط.

## وصلات خارجية
- يوساكو هيجا على موقع رابطة كرة القدم اليابانية للمحترفين (اليابانية)